# Spathiphyllum floribundum
Spathiphyllum floribundum là một loài thực vật có hoa trong họ Ráy (Araceae). Loài này được (Linden & André) N.E.Br. miêu tả khoa học đầu tiên năm 1878.

## Hình ảnh

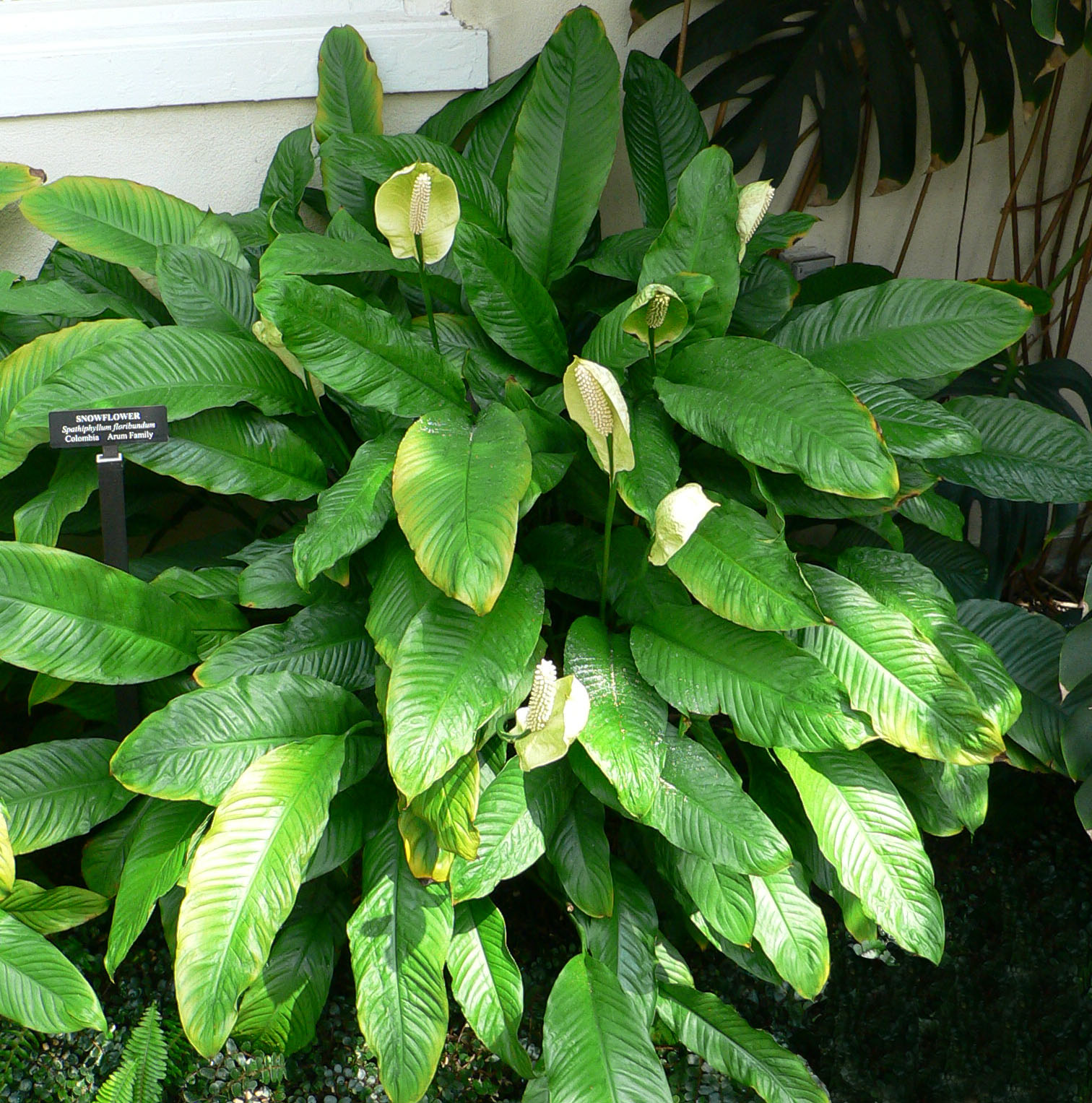
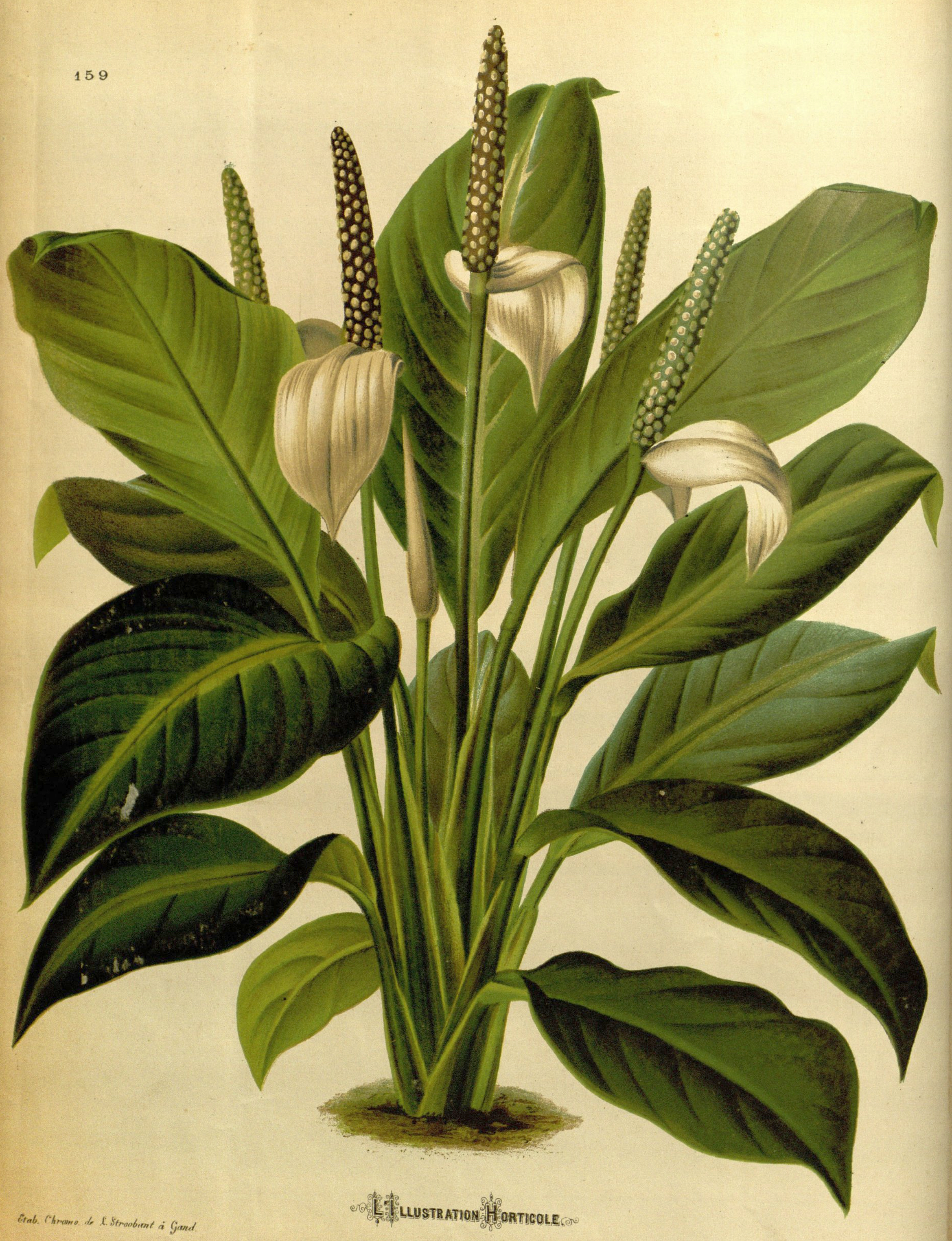
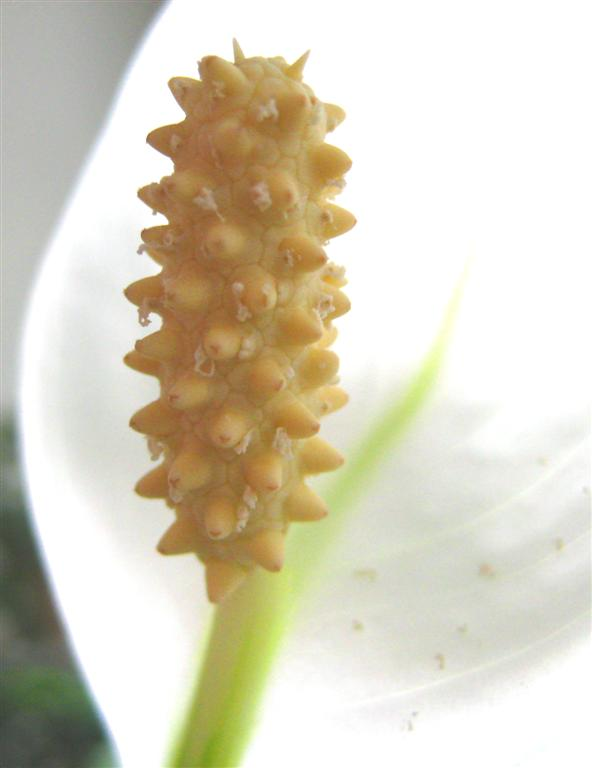
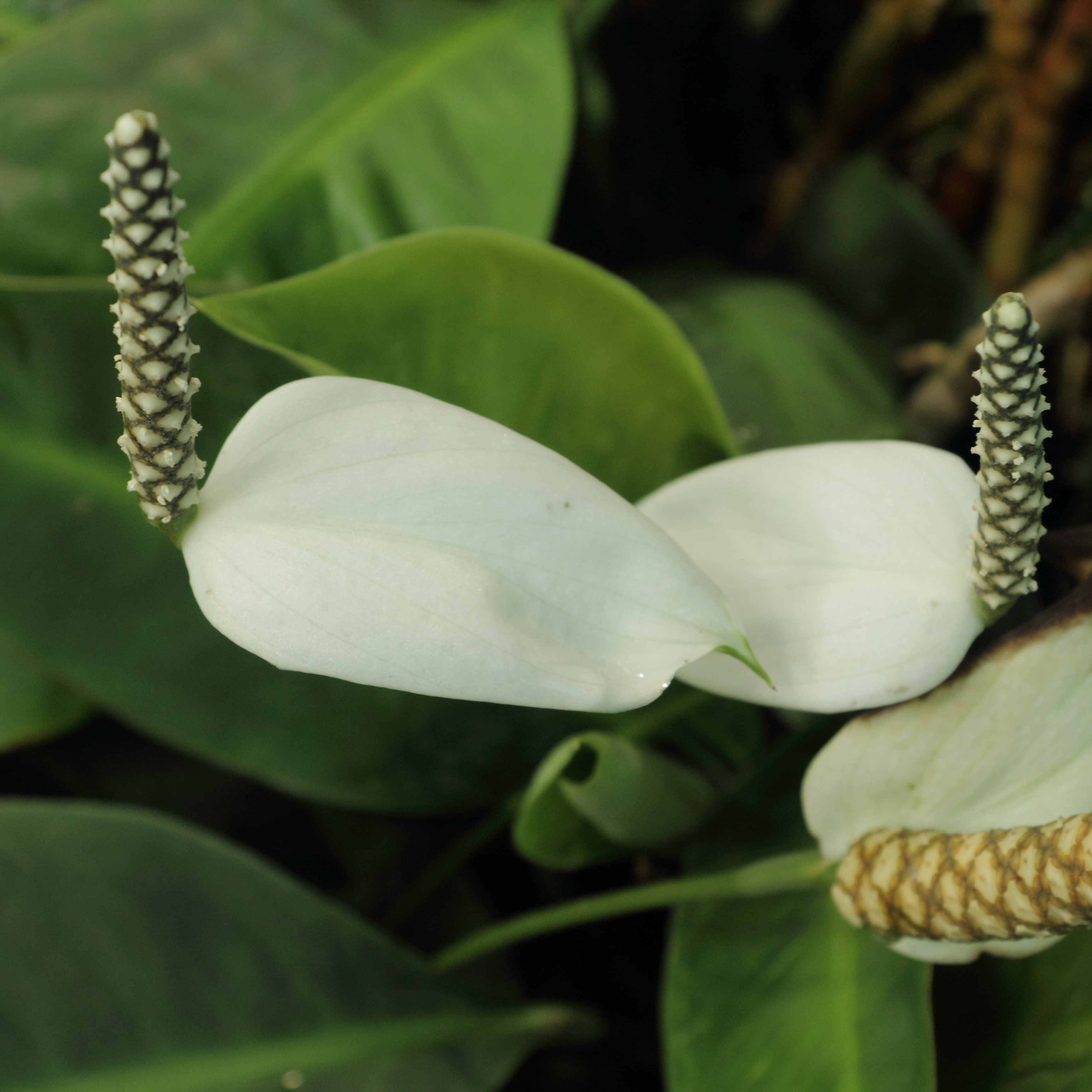